# Miasszonyunk, a béke királynője bazilika
Miasszonyunk, a béke királynője bazilika (franciául: Basilique Notre-Dame de la Paix) Yamoussoukro városában található, Afrikában, Elefántcsontparton. Az elefántcsontparti elnök hálaként emelte a bazilikát, hogy vezetése alatt az országában nyugalom és béke volt. Ez a világ legnagyobb keresztény temploma.

## Építés
Félix Houphouët-Boigny, a független Elefántcsontpart első elnöke rendelte el építését, az amúgy bölcsnek becézett elnök. Az építkezés alapkövét II. János Pál pápa tette le 1985. augusztus 10-én. 1989. szeptemberben készen állt, és 1990. szeptember 10-én szentelte fel a pápa. Beszédében elismerte, hogy méltó helye lett az imának, zarándoklatnak ezen a helyen, ahol sugárzik a béke. Kérte az Istent: „Örökre őrizd meg az emberiség családját békében.” Az első istentisztelet 1991. január 1-jén volt ünnepélyes megnyitással. A bazilika vezetésével lengyel atyákat bíztak meg. A bazilika elé két félköríves oszlopsort építettek betonból, azokat vízszintesen összekötve lezárták, és négy kisebb kupolát építettek rájuk. A kupolák alatt nyitott kápolnákat alakítottak ki, melyek a négy evangélistát jelképezik. Az oszlopsor, háttérben a kupolával nagyon hasonlít a római Szent Péter-bazilikához. A kupola tetején kereszt van, a kupola galvanizált és lakkozott alumíniumból készült. A kupola méretét illetően a világ legnagyobbja.

## Épületbelső
24 pilléren álló egyterű, kör alaprajzú szentély. 18 000 főt tud befogadni 7011 üléssel. A 24 pillér között 24 katedrálüveg van, amely erkölcsi, teológiai mondanivalókkal bírnak. 48 darab 30 méteres dór oszlopsor öleli körbe a belső üléssorokat. 12 üreges ión oszlop is található, amelyek egyéb funkciókat is ellátnak, mint például a villanyvezetékek elrejtése, lift stb. Ha feltekintünk, 40 méter átmérőjű üvegablakot látunk a kupola belső oldalán, amely a Szentlelket szimbolizálja, középen egy galambbal megjelenítve.

## Turizmus
Zarándokok is felkeresik a Stanislav Skuza atya rektorsága alatt vezetett épületet. Azonkívül hétfőtől szombatig látogatható reggeltől ötig; vasárnap és ünnepeken csak mise után.